# La Boscarra
La Boscarra és una serra situada al municipi de Serinyà a la comarca del Pla de l'Estany, amb una elevació màxima de 318 metres.